# NGC 454

NGC 454

 NGC 454  هي زوج من المجرات المتفاعلة من أنواع Irr pec, S0 pec على التوالي، وتقع في كوكبة العنقاء (كوكبة). اكتشفها جون هيرشل في 5 أكتوبر 1834. وصفها درير بأنها «خافته جدا وصغيرة ومستديرة وأكثر إشراقا في وسطها».

## وصلات خارجية
- NGC 454 على موقع ويكي سكاي: DSS2, SDSS, GALEX, IRAS, Hydrogen α, X-Ray, Astrophoto, Sky Map, Articles and images